# PUPS – Solidarność i Sprawiedliwość
PUPS – Solidarność i Sprawiedliwość (serb. ПУПС – Солидарност и правда / PUPS – Solidarnost i pravda) – serbska partia polityczna skoncentrowana na działaniach na rzecz emerytów. Do 2022 działała pod nazwą Partia Zjednoczonych Emerytów Serbii (serb. Партија уједињених пензионера Србије / Partija ujedinjenih penzionera Srbije).

## Historia
Partia została zarejestrowana 10 maja 2005, na swoim pierwszym zjeździe 4 lutego 2006 jej przewodniczącym został Jovan Krkobabić, który kierował nią aż do swojej śmierci w 2014. W wyborach w 2007 ugrupowanie współtworzyło koalicję z Partią Socjaldemokratyczną Nebojšy Čovicia, która uzyskała 3,11% i nie przekroczyła wyborczego progu. W 2008 emeryci wystartowali w ramach koalicji skupionej wokół Socjalistycznej Partii Serbii, uzyskując 5 miejsc w Zgromadzeniu Narodowym. Ich lider objął wówczas urząd wicepremiera. W 2012 PUPS ponownie współpracowała z socjalistami, zwiększając liczbę mandatów poselskich do 12 i utrzymując status ugrupowania rządowego. Koalicja z SPS i Zjednoczoną Serbią została odnowiona również w wyborach w 2014, w wyniku których emeryci utrzymali dotychczasową reprezentację w Skupsztinie.
W 2014 po śmierci dotychczasowego lidera nowym przewodniczącym został jego syn Milan Krkobabić. Przed wyborami w 2016 PUPS dołączyła do koalicji skupionej wokół Serbskiej Partii Postępowej, uzyskując z wspólnej listy wyborczej 9 mandatów poselskich w Skupsztinie nowej kadencji. W tym samym roku przewodniczący partii otrzymał nominację ministerialną w nowym gabinecie, na stanowisku tym pozostał również w kolejnym rządzie utworzonym w 2017. W 2020, 2022 i 2023 ugrupowanie kontynuowało współpracę wyborczą z postępowcami, wprowadzając swoich kandydatów na listy wyborcze współtworzonej koalicji i uzyskując każdorazowo kilkuosobową reprezentację w parlamencie.
Milan Krkobabić pozostawał członkiem kolejnych rządów tworzonych w 2020, 2022, 2024 i 2025.